# Hooper (Kolorado)
Hooper – miasto w Stanach Zjednoczonych, w stanie Kolorado, w hrabstwie Alamosa.